# Berner Chocolade-Fabrik Tobler & Co.
De Berner Chocolade-Fabrik Tobler & Co. AG (Frans: Fabrique de Chocolat de Berne, Tobler & Cie) was een chocoladefabriek in Bern, in het kanton Bern in Zwitserland.

## Geschiedenis
De fabriek werd opgericht in 1899 door Jean Tobler (1830-1905) en zijn zoon Theodor Tobler (1876-1941). Het zou later deze zoon zijn die de bekende Toblerone op de markt zou brengen. De fabriek werd in 1932-1933 een eerste maal uitgebreid en werd in de jaren 1950 verder uitgebreid met een nieuwe vleugel.
Nadat de fabriek leeg was komen te staan, werd de site in 1982 opgekocht door het kanton Bern, die er de campus Uni Tobler van de Universiteit van Bern ontwikkelde.